# Núria Martínez-Vernis
Núria Martínez-Vernis (Barcelona, 1976) és una poetessa catalana. El seu primer llibre de poemes, L'acròbata tampoc no en sortirà il·lès (2000), va rebre el Premi Amadeu Oller i el Premi literari Memorial Anna Dodas. Amb el segon llibre, Quantes mentides fan una sola veritat (2003), va guanyar el Premi Josep M. Lopez-Picó. En paraules de Màrius Sampere, la seva poesia "enginyosament pregona, es nega –com aquell qui res– a ser inclosa dins els paràmetres convencionals. I, doncs, repta i rebutja, desafiant previsibles nuvolades, el parallamps de les regles establertes, la lògica pura, cartesiana, i, en fi, la tradició, sempre tebiona, el vistiplau dels llums acadèmics".
Ha participat en mants festivals i recitals poètics, i ha contribuït a revistes literàries, com ara Pèl capell, i fanzines com ara Cataclístics.
El 2011, va ser invitada a participar en l'acte final de la Setmana de la Poesia de Barcelona, el Festival Internacional de Poesia de Barcelona, al Palau de la Música amb 8 altres poetes nacionals i internacionals.

## Obres

### Reculls de poesia[5]
- L'acròbata tampoc no en sortirà il·lès. Barcelona, La Magrana, 2000
- Quantes mentides fan una sola veritat. Barcelona, Proa, 2004
- Deix on dir, amb il·lustracions de Roger Abella Castany. Barcelona, Empúries, 2013

### Llibres d'artista experimentals
- Núria Martínez Vernis i Pedro Oliver: A B S, KALLABASH, PARADIS ARTIFICIELS, Bcn, 2010, edició artesanal, tiratge de 500 exemplars. Amb un dibuix original a l'interior de la contraportada, paraules i poemes visuals i concrets amb lletres i sense, i paraules ABStractes, més un dibuix impossible. Idioma: català i algunes paraules inventades.
- Núria Martínez Vernis i Pedro Oliver: AF RICA, KalaBaSh, Bcn, gener 2010 / abril 2012, edició artesanal, tiratge de 500 exemplars. Amb un dibuix original a l'interior de la contraportada, dibuixos impossibles i paraules. Idioma: català i algunes paraules inventades.

### Antologada o volums col·lectius
Ha participat en els següents volums col·lectius: 
- Ningú no ens representa. Poetes emprenyats. Col·lecció Vents del canvi, Setzevents Editorial, novembre del 2011.[6]
- Màscares i reclams. Vint dones poetes interpreten Montserrat Abelló, CCG Edicions, 2011.[7]
- Bcn Poesia: 27è Festival Internacional de Poesia de Barcelona, ICUB / Alabatre – LaBreu Edicions, Bcn, 2011 - amb Núria Martínez Vernis, Kirmen Uribe, Vicenç Altaió, Pamela Z, Valentí Puig, Kgafela oa Magogodi, Luis Alberto de Cuenca, Jerome Rothenberg i Arnaldo Antunes.
- Ferro, Alabatre 60, Labreu Edicions, Bcn 2009 - volum en homenatge a Ferran Garcia (Balaguer 1949), artista, poeta i un dels artífexs de l'espai i programació setmanal poètica del barceloní O.R.I.N.A.L. / Horinal / Horiginal.
- Poetàrium, Contemporary Catalan Poetry, Institut Ramon Llull, Bcn, 2009, (anglès) - “catàleg” de poetes, amb les biografies de cadascú en anglès i 1 foto, + CD rom amb poemes en diversos idiomes + una entrevista amb cadascú (vídeo) + ells llegint-se (uns 3 poemes per cap), + “sala de lectura” (poemes en original i diversos idiomes). Inclou 33 poetes.
- Veus paral·leles 4 / voces paraleles 4: De Lliño a Taüll, poetes asturians i catalans / Poetes asturianos y catalanes, Seminari de Traducció Poètica de Farrera, Generalitat de Catalunya i Re&Ma12, Bcn, 2006. És un llibret que inclou els poetes: Jordi Cornudella, Xuan Bello, Àngels Gregori, Berta Piñán, Núria Martínez-Vernis, Xandru Fernández, Ponç Pons i Vanessa Gutiérrez. Com a traductors, també hi havia: en Ramón Andrés, Jaume Subirana i Fernando Balbuena.[8]
- Segle 21: vint-i-una i una poetes per al segle vint-i-u, a cura d'Alícia Beltran i Pere Perelló, pròleg Montserrat Abelló. Palma: Centre Cultural Capaltard i Consell de Mallorca, 2001.

- etc.